# Маджаре
Вижте пояснителната страница за други значения на Маджаре.
Маджаре е село в Югозападна България. То се намира в Община Самоков, Софийска област.

## География
Село Маджаре се намира в Северозападна Рила, между селата Мала Църква и Говедарци, на 11 км от Самоков и на 18 км от курортно селище със ски писти Мальовица, под едноименния връх. От селото през с. Говедарци и местността Лакатица е изходният път за Седемте рилски езера. От с. Маджаре, през с. Бели Искър на отстояние 11 км се намира курортът Боровец (Чамкория).

## Население
- 1934 г. – 539 жители
- 1946 г. – 577 жители
- 1956 г. – 550 жители
- 1975 г. – 591 жители
- 1988 г. – 508 жители
- 1992 г. – 438 жители
- 2001 г. – 369 жители
- 2009 г. – 316 жители
- 2010 г. – 306 жители
- 2011 г. – 302 жители

## История
Село Маджаре е създадено XVII век от род на име Чомпало. Времето на появаване може да се свърже с Имре Тьокьоли и най-вероятно е Чомполо да е част от преселниците дошли от планините между Унгария и Румъния, за това селото е наречено Маджаре (Маджарите). Чомполо имал петима сина. От семейството на Чомполо се създават родовете в с. Маджаре – 5 рода. В съвремието до 1994 г., най-стария човек в селото, починал на 94-годишна възраст през 1994 г. е Андон Начов, дългогодишен кмет на селото и с най-близки контакти, срещи и пряко познанство с Цар Борис III. Андон Начов до 1994 г. е живата история на селото, най-дългогодишния носител на кметския мандат създал училището и читалището в с. Маджаре (възстановено и действащо към 2020 г.). В читалището се помещава и музейна експозиция, създадена от Фондация „Балканите-Запазване на българските традиции и ценности“ с председател Златка Борисова, с помощта на която е събрана колекция от традиционни носии, исторически книги за селото, лични вещи на дядо Дончо и вещи, характеризиращи бита и поминъка на населението на селото: стан-разбой, чекрък, хурка с вретена, уреди за избиване на масло и съхранение на мляко, както и много други интересни музейни експонати, снимки и лични вещи на предците на маджарските родове. Наследниците, живи внуци и правнуци пазят и съхраняват реликви – родословно дърво на Чомполо, книги с разказите на Андон Начов (дядо Дончо-„Рилски легенди“-Марин Манчев, екземпляр от книгата се съхранява в Националната библиотека на Австралия), и разкази и на съселяните му за връзките и срещите им с Цар Борис III („Смело сърце“-Марин Манчев).

## Религии
Населението изповядва провославно християнство.

## Културни и природни забележителности
В околностите на селото се срещат борови гори, има много стръмни и скалисти участъци. Подходящо е за алпинизъм, туризъм и екстремни зимни спортове, както и за риболов в река Черни Искър. Храмът „Св. възнесение Господне“, по-позната и днес носеща името „Свети Спас“ в Маджаре е класифициран като архитектурно-строителна и художествена недвижима културна ценност от Новото време с категория от местно значение.
В заповед от името на Министерството на културата се изисква култовата сграда да се консервира, реставрира и експонира. Това се отнася и за елементите с архитектурна и художествена стойност в интериора: иконостас, икони, владишки трон и др. Ще се поддържат в добро състояние и постройката за кръщенки в двора, оградният зид, портите и др.
В документа се посочва, че отоплението на храма трябва да се извършва с уреди, които не отделят във въздуха сажди и твърди частици и не могат да увредят целостта на стенописите и другите обекти с художествена стойност. Във връзка с това и свещите, които се палят, трябва да са само от чист пчелен восък.
Допуска се благоустрояване на околното пространство на храма извън оградния зид, но в границите на църковния имот.
Заповедта на министерството на културата е публикувана в „Държавен вестник“ /бр. 82 от 5 октомври т. г./.
Училището съществува от 1937 г. През втората половина на ХХ век близо до селото функционира летен пионерски лагер в местността „Езере“ с наличното езеро – умалено копие на едно от 7-те рилски езера „Окото“. По върховете на планината над селото минава царския път „Пътят на Кайзера“ („Фердинандовия път“).

## Редовни събития
На празника Спасовден, който е винаги в четвъртък в селото се провежда голям събор, на който идват много гости от цялата община и страната. Редовно на този празник е гостувал и Цар Борис III. Царят често е изпращал помощи за селото, по петдесет килограма жито на глава от населението.

## Други

### Кухня
Кухнята е типично българска, характерната за Югозападна България и планинските области. Характерна гозба за селото е царевичен качамак със свински пръжки.